# Uasona
Uasona (Uásöna, Pisá-tapuyo, Pisamira, Uassona, Wasóna, Wasöna), skupina Tucanoan Indijanaca u bazenu rijeke Uaupés u Kolumbiji, u deparetmanima Vaupés i Amazonas. Populacija im 2001. iznosi 62 uključujući Indijance Pápiwa, 20 osoba (Waltz & Wheeler; 1972).

## Vanjske poveznice
- Pisamira